# Jani Soininen
Jani Markus Soininen, finski smučarski skakalec, * 12. november 1972, Jyväskylä, Finska.  
V svetovnem pokalu je debitiral v sezoni 1991/92 v Falunu.

## Uspehi
Na olimpijskih igrah v Naganu leta 1998 je nepričakovano, a zasluženo osvojil zlato medaljo na mali skakalnici, temu pa je na veliki napravi dodal še srebro. Na svetovnih prvenstvih je osvojil 4 medalje, dve zlati leta 1995 in 1997 ter dve srebrni leta 2001, vse s finsko ekipo.

## Dosežki

### Zmage
Soininen je dobil 4 tekme svetovnega pokala.
| Sezona  | Država/Prizorišče |
| ------- | ----------------- |
| 1995/96 | Engelberg         |
| 1997/98 | Lillehammer       |
| 1997/98 | Predazzo          |
| 1999/00 | Hakuba            |